# Palais Contarini Fasan

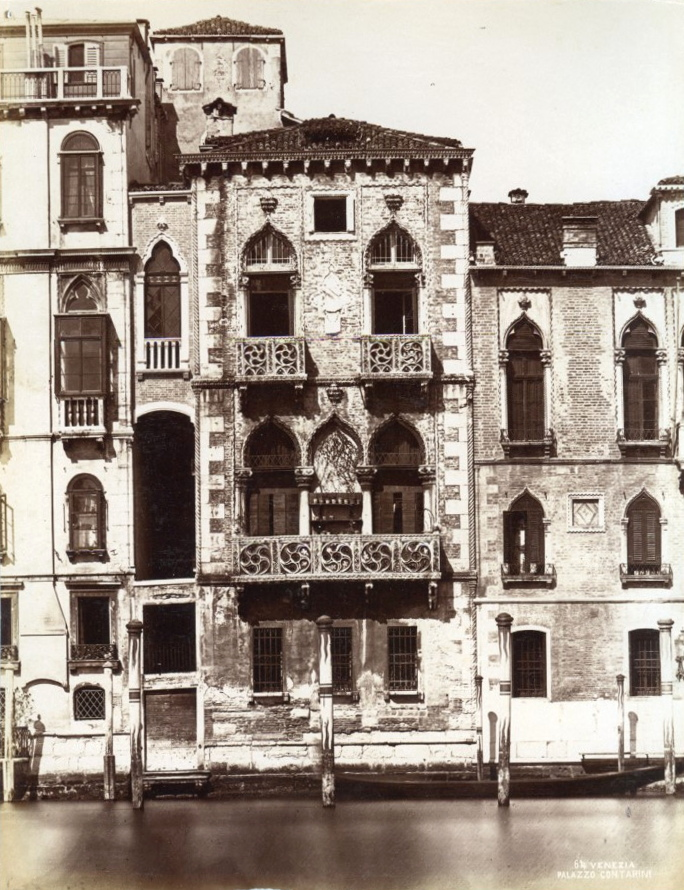
Le palais au XIXe siècle

Le palais Contarini Fasan ou Palazzo Contarini Fasan, connu sous le nom de Casa di Desdemona, est un palais vénitien, situé dans le quartier de San Marco et surplombant le Grand Canal.

## Histoire
Le Palazzo Contarini est un édifice du XVe siècle qui appartenait à la famille Contarini. Au fil des siècles, il a été marqué par une légende qui en fait traditionnellement la demeure de Desdémone, personnage d'Othello de Shakespeare.

## Architecture
Palais de petites dimensions, il présente une façade développée en hauteur. La façade, expression de l'architecture gothique vénitienne, met en valeur les trois niveaux : le rez-de-chaussée se compose de trois petites fenêtres rectangulaires (il n'y a pas d'accès à l'eau) ; au premier étage, une fenêtre à lancettes à trois meneaux avec un balcon dont les ouvertures sont soutenues par de petites colonnes de pierre blanche ; au deuxième étage deux fenêtres ogivales à simple lancette. Entre les deux fenêtres à lancette, sous une petite ouverture carrée, se trouve un grand blason de la famille Contarini en bas-relief.

## Galerie

Détails des façades, Paolo Monti, 1969
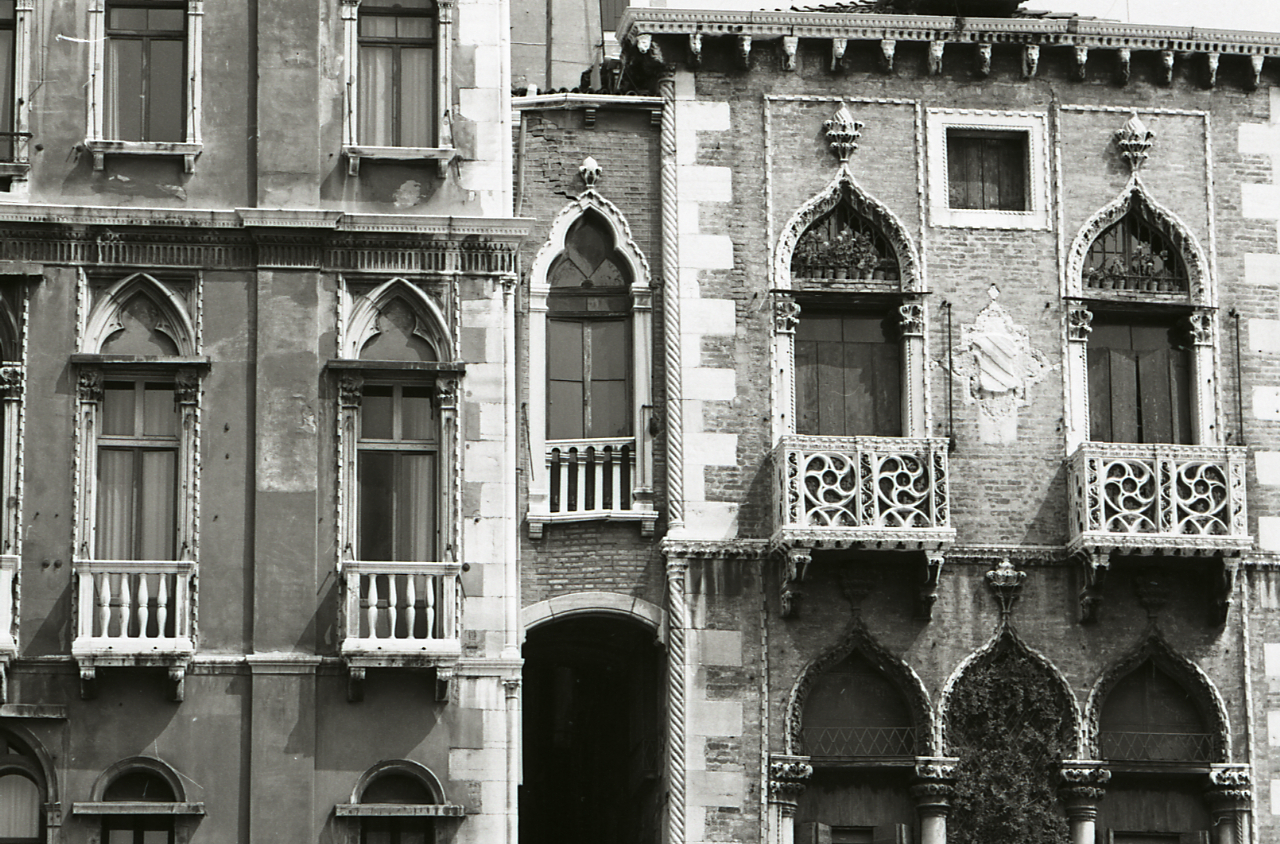
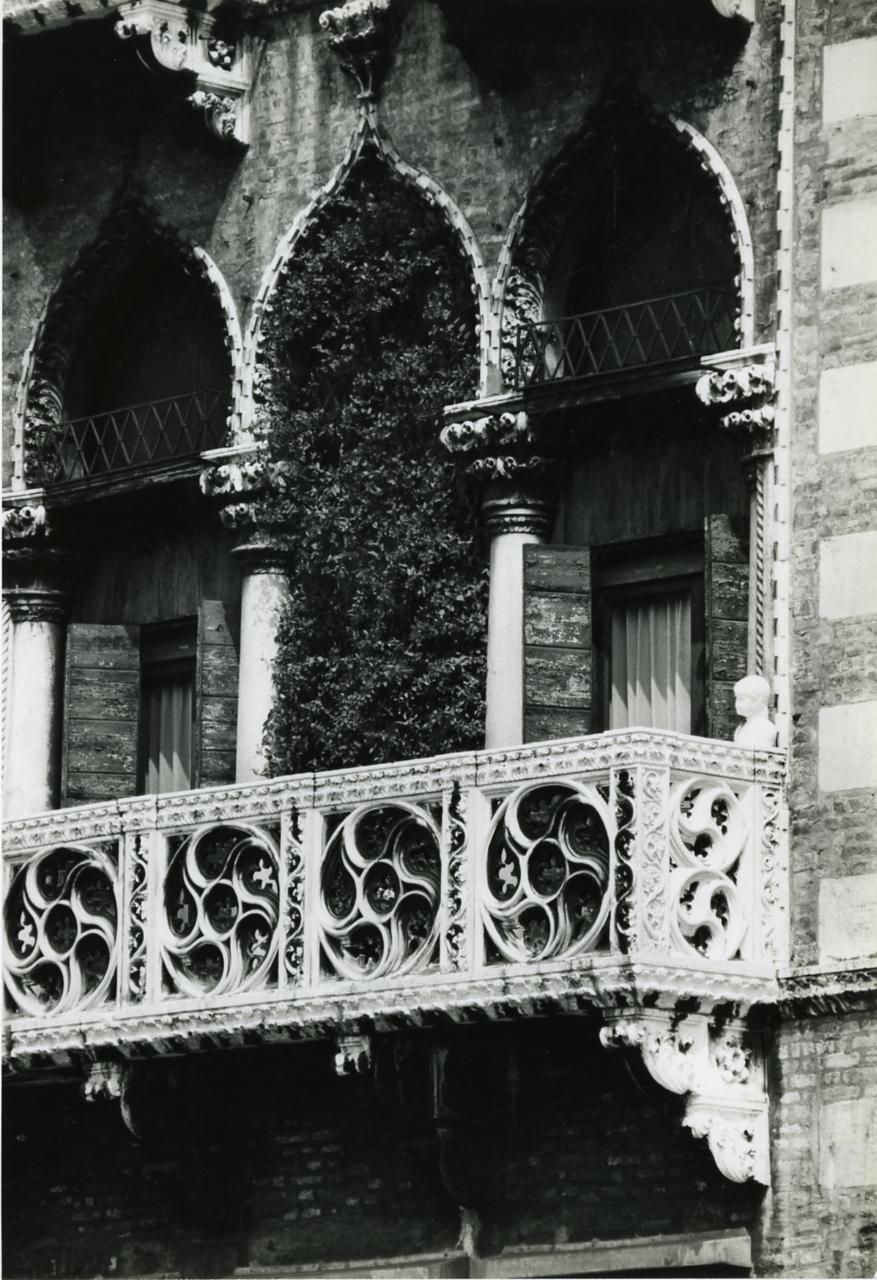
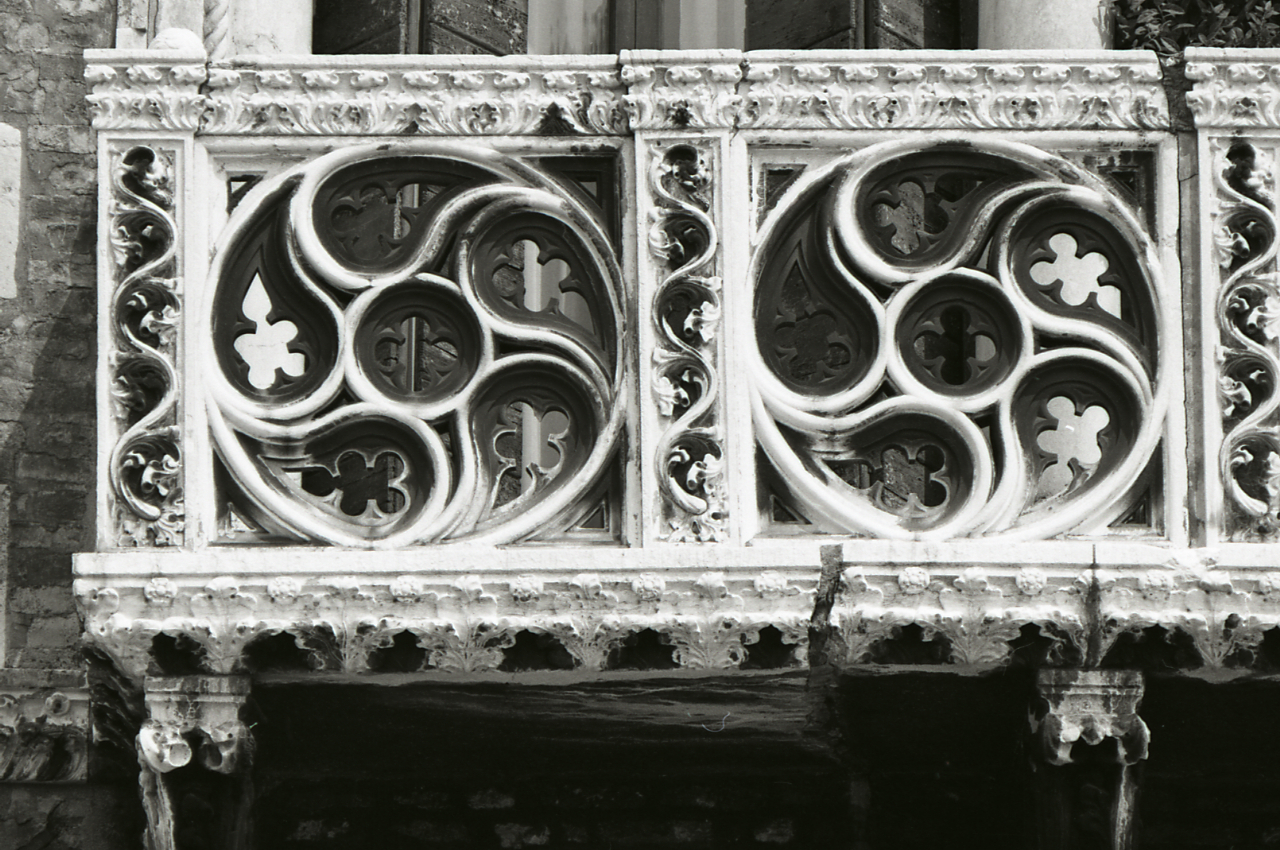